# 首席補佐官 (カナダ)
首席補佐官（しゅせきほさかん、英: Chief of Staff、仏: Chef de cabinet）は、カナダ首相府における最上席スタッフであり、1987年に設置された。
それ以前は、首席秘書官が首相府を率いていたが、現在の首相秘書官は、次席となっている。1987年以前の首相秘書官は、事実上の首席補佐官の役目を果たしており、非公式には、そのように呼ばれることもあった。ブライアン・マルルーニー政権で1984年から88年まで首席秘書官を務めたベルナール・ロイは、正式に首席補佐官ができる以前に首相府の最上席を務めた最後の首席秘書官である。